# Cyrtopogon saxicola
Cyrtopogon saxicola är en tvåvingeart som beskrevs av Pavel Lehr 1998. Cyrtopogon saxicola ingår i släktet Cyrtopogon och familjen rovflugor. Inga underarter finns listade i Catalogue of Life.